# 中华人民共和国建设部

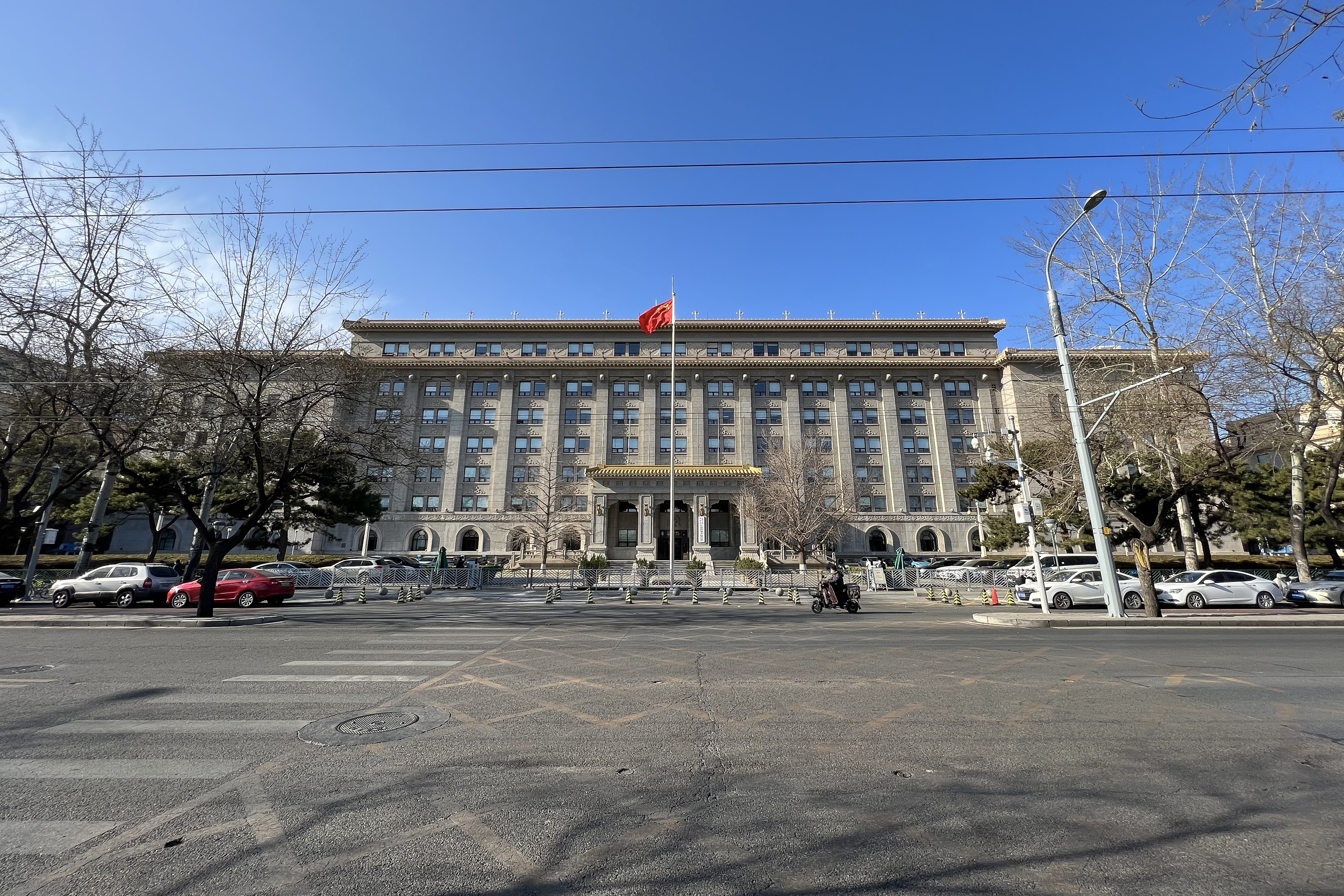
原建设部大楼现为其后继机构住建部的办公地点

中华人民共和国建设部，是已撤销的中华人民共和国国务院组成部门，主管建设工作。

## 沿革
1979年3月12日，国务院发出通知，中共中央批准成立国家城市建设总局，直属国务院，由国家基本建设委员会代管。
1982年5月4日，国家城市建设总局、国家建筑工程总局、国家测绘总局、国家基本建设委员会的部分机构和国务院环境保护领导小组办公室合并，成立城乡建设环境保护部。
1988年5月，第七届全国人民代表大会第七次会议通过《关于国务院机构改革方案的决定》，撤销城乡建设环境保护部，设立建设部；并把国家计划委员会主管的基本建设方面的勘察设计、建筑施工、标准定额工作及其机构划归建设部。
2008年3月15日，第十一届全国人民代表大会第一次会议通过《第十一届全国人民代表大会第一次会议关于国务院机构改革方案的决定》，批准《国务院机构改革方案》。方案规定：“组建住房和城乡建设部。不再保留建设部。”